# ماتيو كوربو
ماتيو كوربو (بالإسبانية: Mateo Corbo)‏ هو لاعب كرة قدم أوروغواياني في مركزي الدفاع، ولد في 21 أبريل 1976 في مونتيفيديو في الأوروغواي. لعب مع أكسفورد يونايتد وأوليمبيا أسونسيون وريال أوفييدو وريفر بليت ونادي إيركوليس ونادي بارنسلي ونيوكاسل يونايتد جتس.

## وصلات خارجية
- ماتيو كوربو على موقع إي إس بي إن إف سي (الإنجليزية)
- ماتيو كوربو على موقع قاعدة بيانات كرة القدم.إي يو (الإنجليزية)